# Новая Затобольная
Новая Затобольная — деревня в Кетовском районе Курганской области. Входит в состав Барабинского сельсовета.

## История
До 1917 года входила в состав Утятской волости Курганского уезда Тобольской губернии. По данным на 1926 год состояла из 119 хозяйств. В административном отношении входила в состав Темляковского сельсовета Утятского района Курганского округа Уральской области.

## Население
| 1989 | 2002 | 2010 |
| ---- | ---- | ---- |
| 172  | ↘131 | ↗149 |

По данным переписи 1926 года в деревне проживало 518 человек (235 мужчин и 283 женщины), в том числе: русские составляли 100 % населения.